# Scimmia urlatrice (divinità)

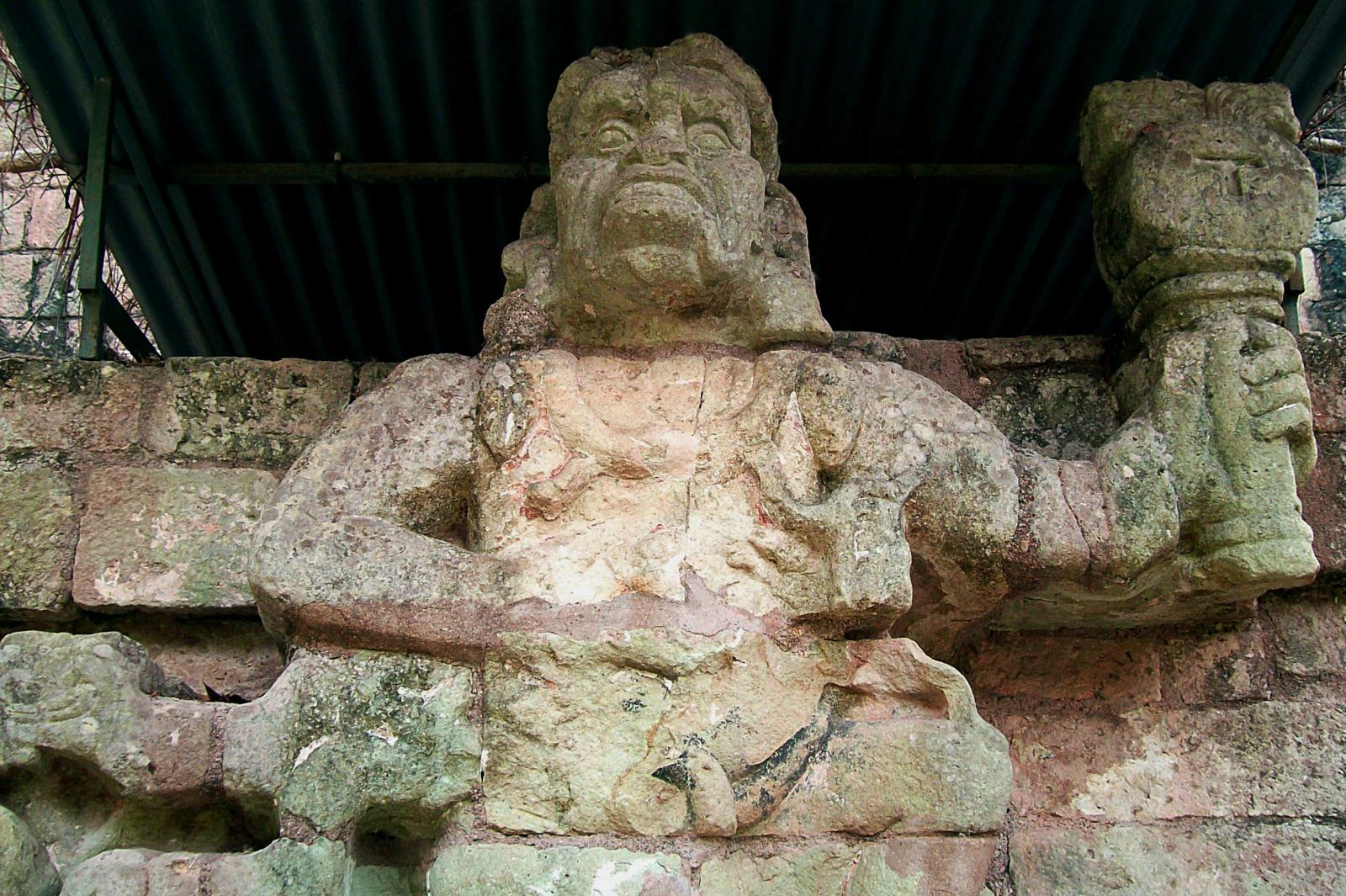
Una delle due sculture scimmiesche al Tempio 11, Copán, forse rappresentante la divinità

La scimmia urlatrice era una delle divinità maggiori della mitologia Maya: in particolare, tale figura era vista come protettrice delle arti, come la musica, e dei mestieri, in particolare i mestieri di scriba e scultore.

## Iconografia
Sui vasi d'epoca classica spesso si possono notare queste scimmie, solitamente dipinte a coppie, con una boccetta d'inchiostro fra le mani, nell'atto di scrivere dei libri o di scolpire delle teste. Queste due attività insieme probabilmente vanno a costituire una metafora della creazione del genere umano, poiché il libro contiene la data di nascita, mentre la testa è la sede dell'anima.
Una grande rappresentazione di questa divinità può essere osservata nella casa degli scribi a Copán: le due grandi statue, con dei sonagli fra le mani, rappresenterebbero due scimmie urlatrici nella loro veste di musiciste.
Un'altra rappresentazione di questi animali come divinità è stata recentemente rinvenuta sotto forma di incensiere a Mayapan.

## Culto
Dopo la conquista dell'impero Maya da parte degli spagnoli, la venerazione per le scimmie urlatrici non venne meno, ma cambiò il loro ruolo: Bartolomé de las Casas dice che Hun-Ahau e Hun-Cheven venivano considerati due fra i tredici figli delle divinità maggiori Itzamnà e Ixchel, e per questo venerati come divinità cosmogoniche. 
Stando al Popol Vuh, i due Gemelli Scimmie si chiamavano Hun Batz e Hun Chouen, ed erano fratellastri malvagi di Junajpu e Ixbalanque. Junajpu e Ixbalanque decisero di levarseli di mezzo facendoli salire su un albero altissimo, dove i gemelli scimmia dovettero legarsi i pantaloni alla schiena per scendere. Dato che sembravano scimmie, divennero scimmie. Precisamente Hun Batz divenne una scimmia urlatrice e Hun Chouen una scimmia ragno.
Nel calendario Maya, la scimmia urlatrice Batz (corrispettivo della scimmia ragno Ozomatli del calendario azteco) denota l'undicesimo giorno del mese, associato alle arti in generale. Nel conto lungo questo animale può invece indicare il singolo giorno: questa proprietà è ricollegabile alle arti sciamaniche e quindi alla conoscenza rituale e storica ed alla profezia.